# Мителстримиг
Мителстримиг (њем. Mittelstrimmig) општина је у њемачкој савезној држави Рајна-Палатинат. Једно је од 92 општинска средишта округа Кохем-Цел. Према процјени из 2010. у општини је живјело 436 становника. Посједује регионалну шифру (AGS) 7135061.

## Географски и демографски подаци
Мителстримиг се налази у савезној држави Рајна-Палатинат у округу Кохем-Цел. Општина се налази на надморској висини од 350 метара. Површина општине износи 11,5 km². У самом мјесту је, према процјени из 2010. године, живјело 436 становника. Просјечна густина становништва износи 38 становника/km².